# Oliarus stigma
Oliarus stigma är en insektsart som först beskrevs av De Motschulsky 1863.  Oliarus stigma ingår i släktet Oliarus och familjen kilstritar.
Artens utbredningsområde är Sri Lanka. Inga underarter finns listade i Catalogue of Life.